# Fontenelle (Aisne)
Fontenelle ist eine französische Gemeinde mit 289 Einwohnern (Stand 1. Januar 2022) im Département Aisne in der Region Hauts-de-France (vor 2016 Picardie). Sie gehört zum Arrondissement Vervins, zum Kanton Vervins und zum Gemeindeverband Thiérache du Centre.

## Geographie
Die Gemeinde Fontenelle liegt in der Landschaft Thiérache an der Grenze zum Département Nord, zwölf Kilometer südwestlich von Avesnes-sur-Helpe und 22 Kilometer nordwestlich von Hirson. Nachbargemeinden von Fontenelle sind Floyon im Norden und Osten, Papleux im Südosten, Le Nouvion-en-Thiérache im Südwesten und Westen sowie Beaurepaire-sur-Sambre und Cartignies im Nordwesten.

## Bevölkerungsentwicklung
| Jahr                       | 1962 | 1968 | 1975 | 1982 | 1990 | 1999 | 2006 | 2013 | 2021 |
| Einwohner                  | 492  | 436  | 404  | 317  | 265  | 272  | 279  | 272  | 297  |
| Quellen: Cassini und INSEE |      |      |      |      |      |      |      |      |      |

## Sehenswürdigkeiten

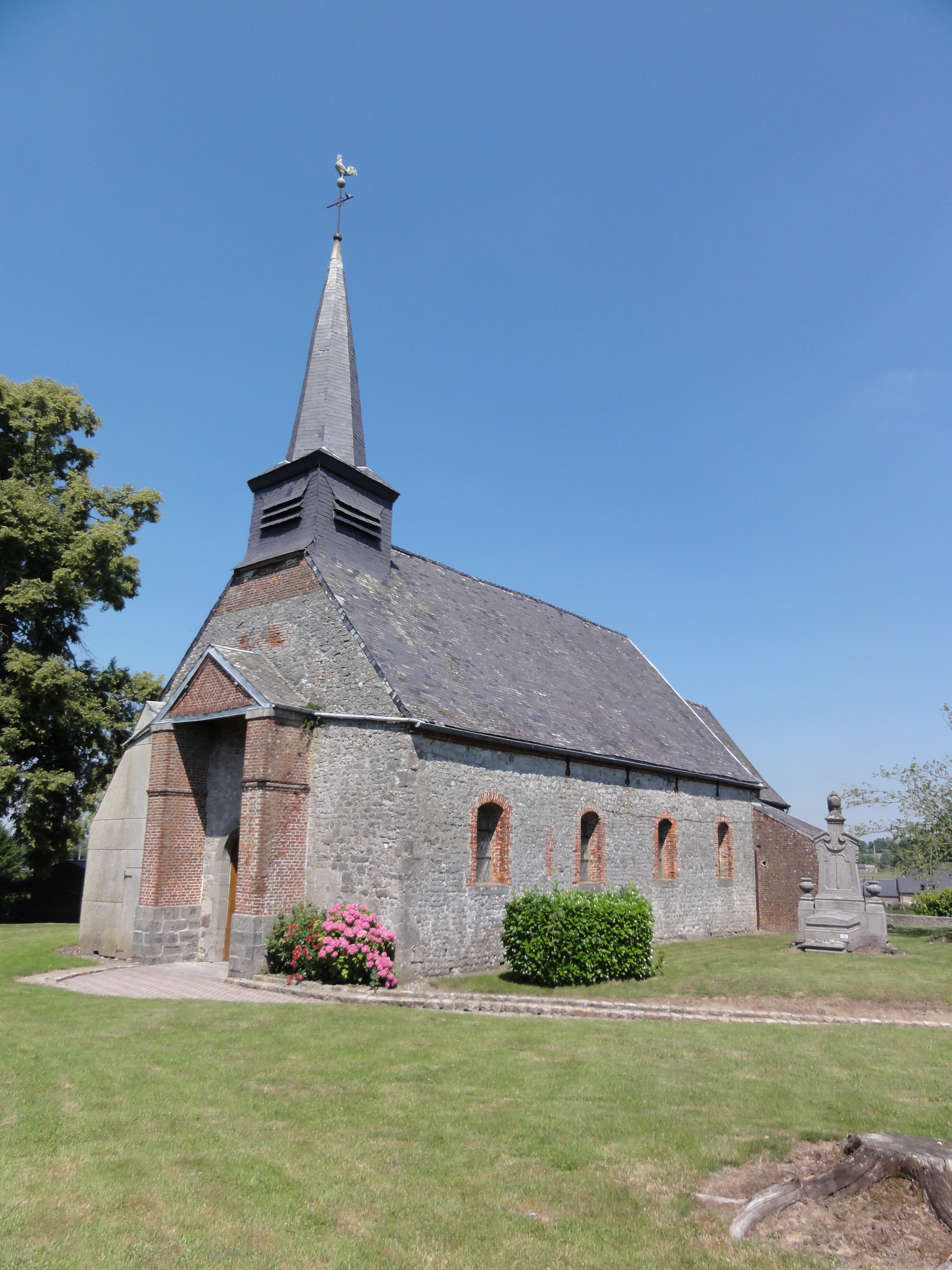
Kirche Saint-Ursmer
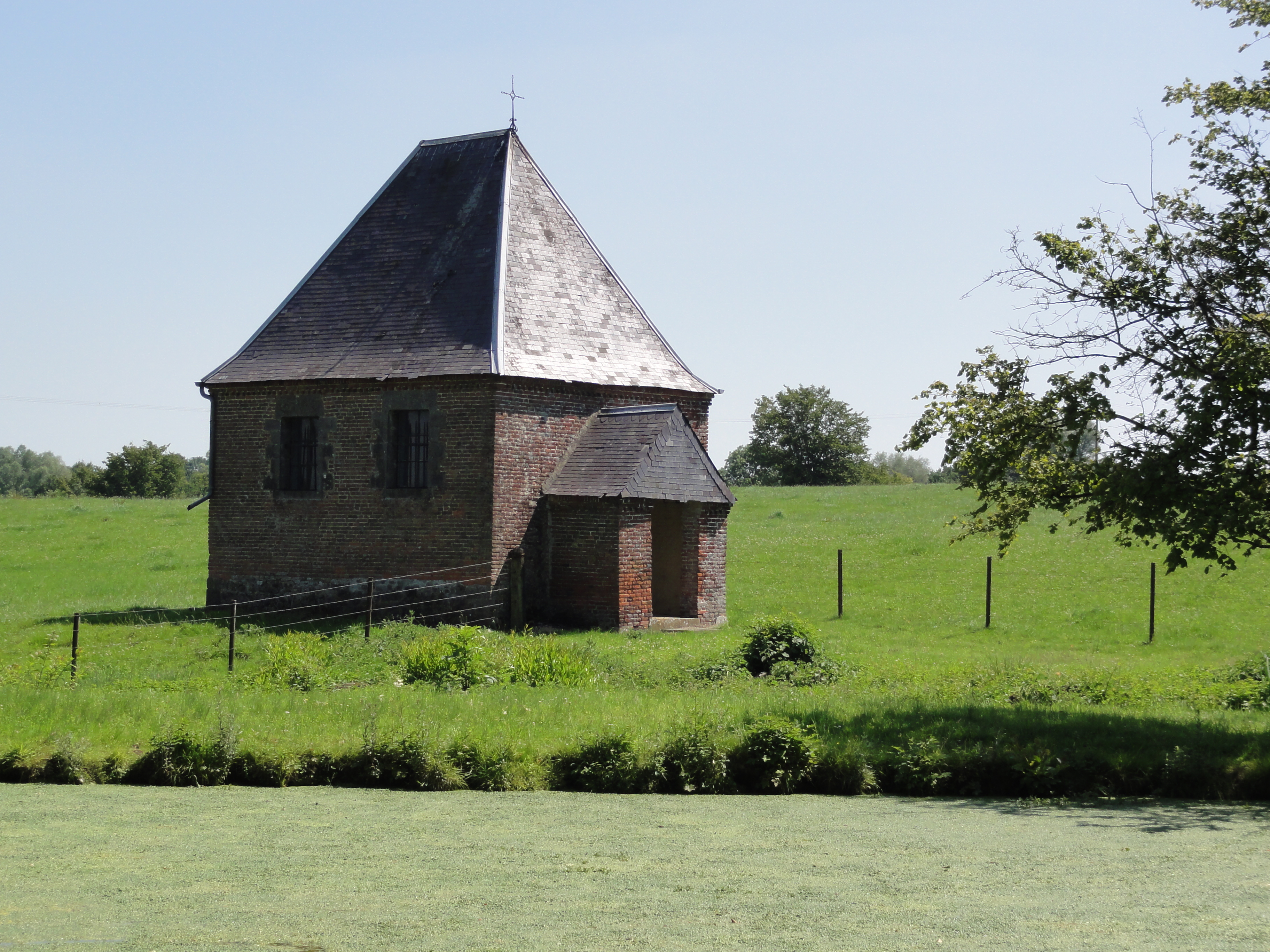
Kapelle Saint-Ursmer
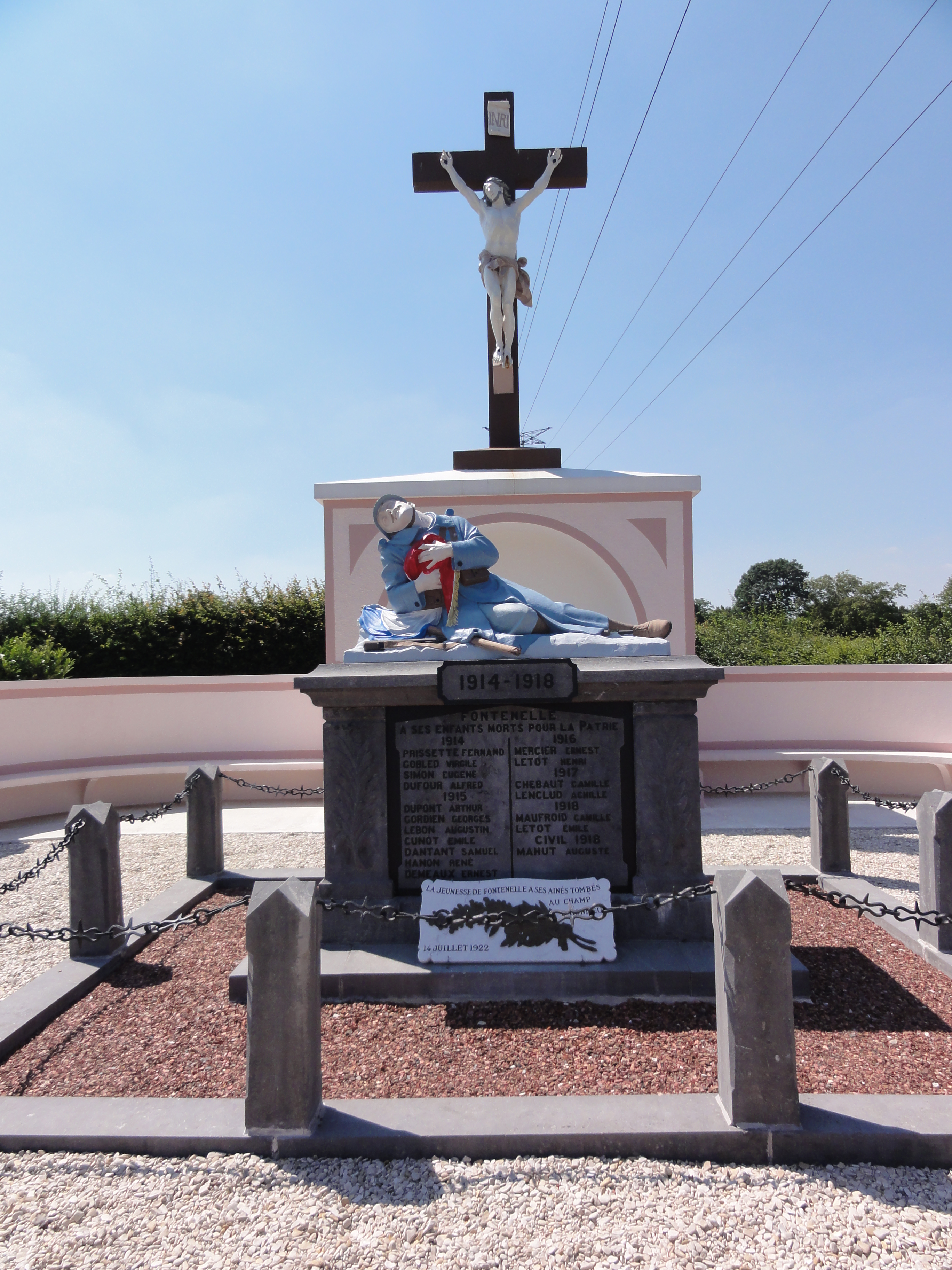
Schloss Fontenelle

- Kirche Saint-Ursmer
- Kapelle Saint-Ursmer
- Gefallenendenkmal